# 17205 McCreery
17205 McCreery este o planetă minoră (asteroid), cu un diametru de 3,379 km, din centura de asteroizi. A fost descoperită pe 5 ianuarie 2000 la Experimental Test Site⁠(d) de Lincoln Near-Earth Asteroid Research. 
Obiectul prezintă o orbită caracterizată de o semiaxă mare de 2,6572211 UAi, o excentricitate de 0,11488, o înclinație de 15,75922 ° în raport cu ecliptica.